# Casa el Mas (Llorenç del Penedès)
La casa el Mas és un edifici del municipi de Llorenç del Penedès (Baix Penedès) inclòs en l'Inventari del Patrimoni Arquitectònic de Catalunya.

## Descripció
L'edifici és format per un pati al qual s'accedeix mitjançant una porta de ferro forjat. La façana principal presenta, al centre, una torre quadrangular amb una sèrie de finestres d'arc de mig punt aparellades i una balustrada com a remat. Als peus de la torre hi ha una estructura horitzontal amb dues portes semicirculars, damunt la qual hi ha un terrat amb barana. A cada banda de la torre hi ha una estructura en forma de L. Al costat dret hi ha dues arcades d'arc carpanell i unes finestres de mig punt aparellades, tot plegat rematat per merlets. A l'esquerra hi ha l'habitatge, que és de dues plantes. Els baixos presenten una portalada d'arc de mig punt, una finestra rectangular i una porta amb llinda. El pis noble té dos balcons amb barana de ferro i porta balconera. Les golfes presenten una sèrie de finestres aparellades. La construcció és feta de paredat.

## Història
Antigament era una masia rodejada de camps propera al nucli de poblament de Llorenç del Penedès. La casa forma part de l'herència familiar, que passà de generació en generació. El propietari, l'any 1882 l'heretà del seu pare, el qual introduí una sèrie de modificacions a l'habitatge. Construí, fa un segle, la façana principal actual i la torre, i ambdues coses donen un caire defensiu a l'edificació.